# Nuottikotasaari (ö i Norra Savolax)
Nuottikotasaari är en ö i Finland. Den ligger i sjön Murtonen och i kommunen Kuopio i den ekonomiska regionen  Kuopio ekonomiska region  och landskapet Norra Savolax, i den centrala delen av landet, 300 km norr om huvudstaden Helsingfors. Öns area är 0,2 hektar och dess största längd är 80 meter i sydväst-nordöstlig riktning.